# Левчанівська Олена Карпівна
Оле́на Ка́рпівна Левчані́вська (до шлюбу Гродзі́нська; 21 січня 1881, Волинь — 1940, Казахська РСР) — українська політична та громадська діячка, член Сенату Речі Посполитої (з 1922 по прибл. кінець 1930-х).

## Життєпис
Народилася в маєтку Городно на Волині в сім'ї дрібного шляхтича. Початкову освіту отримала вдома. 1903 року склала екстерном іспити за повний курс при Олександрійській жіночій гімназії в Петрограді, після чого вступила на філологічний відділ Віденського університету. Через смерть батька змушена була перервати навчання і повернутися на Волинь. 1905 року одружилася з Олександром Левчанівським, разом із яким виїхала до Петрограда, а згодом переїхала до Москви, де закінчила історичний відділ на Вищих жіночих курсах.
Ще перед першою світовою війною вона відкрила школу в рідному селі. Після 1917 року Олена Левчанівська протягом двох років мешкала в Житомирі, де разом із іншими заснувала Український клуб і працювала в культурно-просвітній організації «Просвіта», викладаючи в школі для дорослих; брала участь у виданні газет «Волинська газета» і «Громадянин». Наприкінці 1919 року повернулася на Волинь (в село Линів), де очолювала добродійну секцію товариства «Просвіта», беручи участь в організації шкіл та викладаючи в них.

Зображення Олени Левчанівської на українському поштовому конверті.

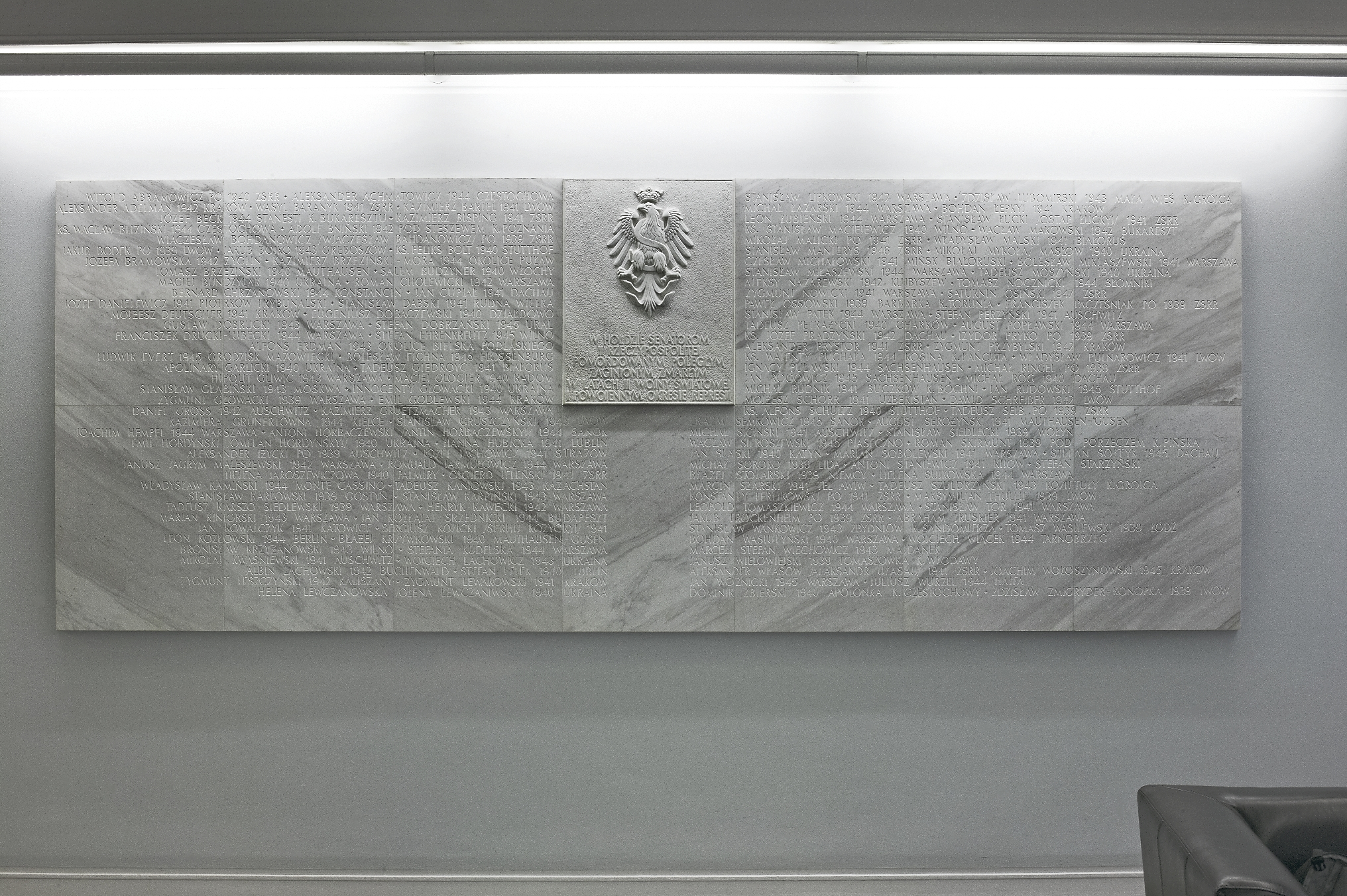
Пам'ятна дошка загиблих сенаторів Польської республіки в Сенаті Польщі. На ній вписано прізвище Олени Левчанівської

1922 року Левчанівську обрали до сенату Другої Речі Посполитої, до комісії закордонних справ. Член Українського парламентського клубу, співзасновниця Міжнародної жіночої ліги за мир і свободу, від якої виступала в різних країнах Європи (Франції, Чехословаччині, Швейцарії), відстоюючи права українського населення в Польщі.
Після закінчення сенаторських повноважень Левчанівська якийсь час мешкала в Луцьку, а 1931 року переїхала до того ж таки села Линова. У вересні 1939 року господарство перейшло у власність радянського сільського комітету. 24 грудня 1939 Олену Левчанівську заарештували, ув'язнивши в Горохові.
Подальша її доля мало відома. За одними даними в січні 1940 року вона стала ув'язненою луцької тюрми, після чого 24 квітня 1940 їй було винесено смертний вирок. За іншими даними, її було депортовано до Казахстану, де вона й загинула (при цьому точні обставини смерті невідомі).

## Вшанування пам'яті
- Провулок Олени Левчанівської у місті Житомир.
- Вулиця Сенаторки Левчанівської у місті Луцьк.